# Sequência de tornados de março de 1913

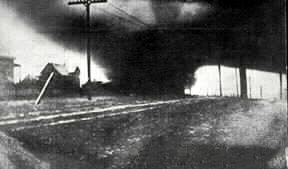
Foto do tornado de Omaha de 1913, o mais mortal

A sequência de tornados de março de 1913 foi uma série devastadora de surtos de tornados que afetaram o norte das Grandes Planícies, o sul dos Estados Unidos e seções do meio-oeste superior durante um período de dois dias entre 21 e 23 de março de 1913. Composta por dois surtos, a sequência começou com um surto de tornado que começou no Mississippi na madrugada de 21 de março. Vários tornados significativos ocorreram, um dos quais matou sete pessoas em uma família e outro destruiu grande parte de Lower Peach Tree, Alabama, com 27 mortes todas naquela cidade. Estima-se que o tornado em Lower Peach Tree tenha sido equivalente a um violento tornado F4 na escala Fujita, com base em relatos de danos. Os tornados ocorreram entre 06h30 e 10h30 UTC, ou horário local antes do amanhecer, talvez explicando o alto número de mortes – uma tendência comum em tornados no Beco Dixie. Ao todo, tornados no Mississippi, Geórgia e Alabama mataram 48 pessoas, talvez mais, naquele dia e feriram pelo menos 150 pessoas.
O dia 23 de março, domingo de Páscoa, foi o surto de tornado mais violento a afetar as Grandes Planícies do norte em uma data tão precoce do ano – um recorde que ainda permanece em 2020. Naquele dia, quatro tornados F4 afetaram partes do leste de Nebraska e oeste de Iowa, matando pelo menos 168 pessoas. O tornado mais mortal do dia foi um potente tornado F4 que cresceu para 0,25 milhas (440 yd) de largura ao passar pelo norte de Omaha, Nebraska, matando pelo menos 94 pessoas na cidade e três em áreas rurais. Os danos em Omaha atingiram pelo menos a intensidade F4, possivelmente até F5, embora a confirmação do dano F5 não pudesse ser determinada a partir das evidências disponíveis. O tornado é o 13º mais mortal a afetar os Estados Unidos e o mais mortal a atingir o estado americano de Nebraska em 2014. Nenhum outro tornado violento afetaria Omaha por mais 62 anos. Fora das Grandes Planícies, o surto de 23 de março também produziu outros dois tornados F4, um cada no Missouri e Indiana, incluindo um caminho devastador de mais de 0,5 mi (880 yd) pelo sul de Terre Haute, Indiana, matando 21 pessoas e ferindo 250.
Ao todo, os dois surtos consecutivos mataram pelo menos 241 pessoas e causaram pelo menos 19 tornados, embora apenas eventos significativos tenham sido registrados e outros tornados mais fracos possam ter passado despercebidos. A sequência do surto também produziu sete tornados violentos, quase metade do total documentado de tornados para a sequência. Tornados atingiram Nebraska, Iowa, Illinois, Missouri, Michigan e Indiana. Pelo menos US$ 9,68 milhões em danos foram relatados.

## Estatísticas de mortos
| Estado                                         | Total |
| ---------------------------------------------- | ----- |
| Alabama                                        | 34    |
| Geórgia                                        | 1     |
| Indiana                                        | 21    |
| Iowa                                           | 33    |
| Louisiana                                      | 1     |
| Mississippi                                    | 14    |
| Missouri                                       | 2     |
| Nebrasca                                       | 135   |
| Totais                                         | 241   |
| Todas as mortes foram relacionadas a tornados. |       |

## Consequências
Notavelmente, os operadores do Webster Telephone Exchange Building em Omaha não deixaram suas estações durante ou após o tornado. O prédio era usado como enfermaria para feridos e moribundos, com médicos e enfermeiros vindos de hospitais da região. Tropas do Exército dos EUA de Fort Omaha montaram quartéis-generais no prédio, enquanto soldados patrulhavam a área em busca de saqueadores e para oferecer assistência.

Inicialmente, James Dahlman, o prefeito de longa data de Omaha, recusou a ajuda de quaisquer fontes externas, incluindo o governo federal. No entanto, ele cedeu depois de ver a extensão dos danos em toda a cidade. O governo federal despejou ajuda logo depois. Os enormes danos causados pelo tornado inspiraram novas técnicas de engenharia destinadas a criar um edifício à prova de tornados. O primeiro edifício desse tipo foi o Primeiro Banco Nacional de Omaha, construído em 1916 na 1603 Farnam Street. O prédio de 14 andares foi construído em forma de "U".